# .lt

.lt ist die länderspezifische Top-Level-Domain (ccTLD) des Staates Litauen. Sie wurde am 3. Juni 1992 eingeführt und wird von der Technischen Universität Kaunas verwaltet.

## Eigenschaften
Insgesamt darf eine .lt-Domain zwischen drei und 63 Zeichen lang sein. Neben alphanumerischen Zeichen werden seit März 2004 auch sogenannte internationalisierte Domainnamen unterstützt, welche Sonderzeichen gestatten. Es gibt keine besonderen Beschränkungen bei der Vergabe: Jede natürliche oder juristische Person kann eine .lt-Domain registrieren, ohne einen Wohnsitz oder eine Niederlassung im Land vorweisen zu müssen. Auch der administrative Ansprechpartner darf seinen Sitz außerhalb Litauens haben. Lediglich die Verwendung einer Domain für pornografische oder strafrechtlich relevante Zwecke ist nicht gestattet.
Im Domainhandel spielt die Top-Level-Domain praktisch keine nennenswerte Rolle. Die teuerste jemals verkaufte .lt-Domain war poker.lt, die im Jahr 2009 für 10.000 Euro den Inhaber gewechselt hat.

## Weblink
- Website der Vergabestelle